# 障害者の雇用の促進等に関する法律
障害者の雇用の促進等に関する法律（しょうがいしゃのこようのそくしんとうにかんするほうりつ、英語: Act on Employment Promotion etc. of Persons with Disabilities、昭和35年7月25日法律第123号）は、障害者の雇用と在宅就労の促進に関する法律である。略称は障害者雇用促進法。

## 構成
- 第1章 総則（1～7条）
- 第2章 職業リハビリテーションの推進 
  - 第1節 通則（8条）
  - 第2節 職業紹介等（9～18条）
  - 第3節 障害者職業センター（19～26条）
  - 第4節 障害者就業・生活支援センター（27～33条）
- 第2章の2 障害者に対する差別の禁止等（34条～36条の6）
- 第3章 対象障害者の雇用義務等に基づく雇用の促進等 
  - 第1節 対象障害者の雇用義務等（37～48条）
  - 第2節 障害者雇用調整金の支給等及び障害者雇用納付金の徴収 
    - 第1款 障害者雇用調整金の支給等（49～52条）
    - 第2款 障害者雇用納付金の徴収（53～72条）

  - 第3節 対象障害者以外の障害者に関する特例（73～74条）
  - 第4節  障害者の在宅就業に関する特例（74条の2～74条の3）- 障害のある人の権利に関する条約27条が定める「自営」や「独自の事業」の権利とは異なり、その種類を「物品の製造、役務の提供その他これらに類する業務」に限定する
- 第3章の2 紛争の解決
  - 第1節 紛争の解決の援助（74条の4～74条の6）
  - 第2節 調停（74条の7～74条の8）
- 第4章 雑則（75～85条の3）
- 第5章 罰則（85条の4～91条）

## 沿革
- 1960年 - 「身体障害者雇用促進法」制定。
- 1976年 - 身体障害者の雇用が事業主の義務となる。
- 1987年 - 名称が「障害者の雇用の促進等に関する法律」となり、知的障害者も適用対象となる。
- 1992年 - 「障害者の職業リハビリテーション及び雇用に関する条約」（国際労働機関~ILO159号条約）を日本が批准。
- 1997年 - 知的障害者の雇用も事業主の義務となる。
- 2006年 - 精神障害者（精神障害者保健福祉手帳所持者）である労働者及び短時間労働者[注釈 1]も対象となる。
- 2016年 - 障害者権利条約の批准や関係法制の変化により、障害者差別禁止規定や合理的配慮の概念が導入される。
- 2018年 - 法定雇用率の算定基礎に、精神障害者を加える改正法が施行。

## 目的・理念
この法律は、障害者の雇用義務等に基づく雇用の促進等のための措置、雇用の分野における障害者と障害者でない者との均等な機会及び待遇の確保並びに障害者がその有する能力を有効に発揮することができるようにするための措置、職業リハビリテーションの措置その他障害者がその能力に適合する職業に就くこと等を通じてその職業生活において自立することを促進するための措置を総合的に講じ、もって障害者の職業の安定を図ることを目的とする（第1条）。
本法において「障害者」とは、身体障害、知的障害、精神障害（発達障害を含む）その他の心身の機能の障害があるため、長期にわたり、職業生活に相当の制限を受け、又は職業生活を営むことが著しく困難な者をいう（第2条）。「対象障害者」とは、身体障害者、知的障害者、精神障害者（精神障害者保健福祉手帳の交付を受けている者に限る）をいう（第37条2項）。
障害者である労働者は、経済社会を構成する労働者の一員として、職業生活においてその能力を発揮する機会を与えられるものとする（第3条）と同時に、職業に従事する者としての自覚を持ち、自ら進んで、その能力の開発及び向上を図り、有為な職業人として自立するように努めなければならない（第4条）。

### 対象障害者
身体障害者は本法別表に定義される程度の障害及び、本法施行規則に定義される程度の障害を持つ者とする。この障害の事実を確認するためには、原則身体障害者手帳の確認をもって行う。しかし、当面の間は身体障害者福祉法第15条指定医や産業医による診断書を確認することで代えることができる。知的障害者は本法施行規則(昭和51年労働省令第38号) 第1条の2より、児童相談所・知的障害者更生相談所・精神保健福祉センター・精神保健指定医・障害者職業センターのいずれかによって知的障害があると判定された者とする。療育手帳を交付する際には児童相談所または知的障害者更生相談所の判定を経るため、療育手帳の交付を受けた者は即ち判定書を所持する者とみなすことができる。そのため、事業主は療育手帳もしくは判定書をもって障害の確認を行う。精神障害者は本法第2条第6項により、精神障害者保健福祉手帳の交付を受けた者もしくは統合失調症、そううつ病、そう病、うつ病、てんかん（以下対象精神病）にかかっている者である。しかし、精神障害者保健福祉手帳の交付を受けていない者は対象精神病であっても雇用義務の対象者にならないことに注意すること。すなわち手帳を持たない対象精神病者は診断書・意見書等を提示することで助成金制度の対象や合理的配慮の義務の対象になるが、職業リハビリテーションや雇用義務の対象者にならない。また、手帳を持たない対象以外の精神病患者は診断書・意見書があっても本法における精神障害者とはみなされない。事業主は精神障害者保健福祉手帳をもって障害の確認を行う。発達障害者や難病患者、高次脳機能障害者は身体障害者手帳もしくは精神障害者保健福祉手帳の対象になる場合は前述の通り本法による支援を全て受けることができる。手帳等を持たない場合、診断書をもって職業リハビリテーションや合理的配慮を受けることができるが、助成金や雇用義務の対象にならない。

## 障害者雇用対策基本方針
厚生労働大臣は、障害者の雇用の促進及びその職業の安定に関する施策の基本となるべき方針（障害者雇用対策基本方針）を策定するものとする（第7条1項）。厚生労働大臣は、障害者雇用対策基本方針を定めるに当たっては、あらかじめ、労働政策審議会の意見を聴くほか、都道府県知事の意見を求めるものとする（第7条3項）。現在、平成30年度~令和4年度の5年間を運営期間とする「障害者雇用対策基本方針」（平成30年3月30日厚生労働省告示第178号）が告示されている。障害者雇用対策基本方針に定める事項は、次のとおりとする（第7条2項）。
1. 障害者の就業の動向に関する事項
2. 職業リハビリテーションの措置の総合的かつ効果的な実施を図るため講じようとする施策の基本となるべき事項
3. 前二号に掲げるもののほか、障害者の雇用の促進及びその職業の安定を図るため講じようとする施策の基本となるべき事項

## 事業主の責務

### 障害者に対する差別の禁止
事業主は、労働者の募集および採用について、障害者に対して、障害者でない者と均等な機会を与えなければならない（第34条）。事業主は、賃金の決定、教育訓練の実施、福利厚生施設の利用その他の待遇について、労働者が障害者であることを理由として、障害者でない者と不当な差別的取扱いをしてはならない（第35条）。
厚生労働大臣は、第34条・第35条の規定に定める事項に関し、事業主が適切に対処するために必要な指針を定めるものとし（第36条）、現在「障害者に対する差別の禁止に関する規定に定める事項に関し、事業主が適切に対処するための指針」（障害者差別禁止指針。平成27年厚生労働省告示第116号）が定められている。同指針により、「募集及び採用」「賃金」「配置」「教育訓練」「福利厚生」「職種の変更」「雇用形態の変更」「退職の勧奨」「定年」「解雇」「労働契約の更新」のそれぞれについて、障害者にそれぞれの措置を講じないことや、障害者に対してのみ不利な条件を付すこと等は障害者であることを理由とする差別とされる。ただし、積極的差別是正措置として、障害者でない者と比較して障害者を有利に取り扱うことや、合理的配慮を提供し、労働能力等を適正に評価した結果として障害者でない者と異なる取扱いをすること等は差別に該当しないとされる。

### 合理的配慮の提供
事業主は、労働者の募集及び採用について、障害者と障害者でない者との均等な機会の確保の支障となっている事情を改善するため、労働者の募集および採用に当たり障害者からの申出により当該障害者の障害の特性に配慮した必要な措置を講じなければならない。ただし、事業主に対して過重な負担を及ぼすこととなるときは、この限りでない（第36条の2）。事業主は、障害者である労働者について、障害者でない労働者との均等な待遇の確保または障害者である労働者の有する能力の有効な発揮の支障となっている事情を改善するため、その雇用する障害者である労働者の障害の特性に配慮した職務の円滑な遂行に必要な施設の整備、援助を行う者の配置その他の必要な措置を講じなければならない。ただし、事業主に対して過重な負担を及ぼすこととなるときは、この限りでない（第36条の3）。事業主は、これらの措置を講ずるに当たっては、障害者の意向を十分に尊重しなければならない（第36条の4）。
厚生労働大臣は、第36条の2~第36条の4の規定に基づき事業主が講ずべき措置に関して、その適切かつ有効な実施を図るために必要な指針を定めるものとし（第36条の5）、現在「雇用の分野における障害者と障害者でない者との均等な機会若しくは待遇の確保又は障害者である労働者の有する能力の有効な発揮の支障となっている事情を改善するために事業主が講ずべき措置に関する指針」（合理的配慮指針。平成27年厚生労働省告示第117号）が定められている。同指針により、「合理的配慮」とは、次に掲げる措置（「過重な負担」に当たる措置を除く。）であること。
- 障害者と障害者でない者との均等な機会の確保の支障となっている事情を改善するために講ずる障害者の障害の特性に配慮した必要な措置。
- 障害者である労働者について、障害者でない労働者との均等な待遇の確保又は障害者である労働者の有する能力の有効な発揮の支障となっている事情を改善するために講ずるその障害者である労働者の障害の特性に配慮した職務の円滑な遂行に必要な施設の整備、援助を行う者の配置その他の必要な措置。なお、採用後に講ずる合理的配慮は職務の円滑な遂行に必要な措置であることから、例えば、次に掲げる措置が合理的配慮として事業主に求められるものではないこと。
  - 障害者である労働者の日常生活のために必要である眼鏡や車いす等を提供すること。
  - 中途障害により、配慮をしても重要な職務遂行に支障を来すことが合理的配慮の手続の過程において判断される場合に、当該職務の遂行を継続させること。ただし、当該職務の遂行を継続させることができない場合には、別の職務に就かせることなど、個々の職場の状況に応じた他の合理的配慮を検討することが必要であること。

また、「過重な負担」の考慮要素として指針では、「事業活動への影響の程度」「実現困難度」「費用・負担の程度」「企業の規模」「企業の財務状況」「公的支援の有無」を総合的に勘案しながら個別に判断することとされる。

### 障害者の雇用義務
すべて事業主は、対象障害者の雇用に関し、社会連帯の理念に基づき、適当な雇用の場を与える共同の責務を有するものであって、進んで対象障害者の雇入れに努めなければならない（第37条）。短時間労働者（週所定労働時間が20時間以上30時間未満の者）については0.5人と計算する（ハーフカウント）。また重度身体障害者又は重度知的障害者である労働者は、その1人をもって2人の対象障害者とみなし、重度身体障害者又は重度知的障害者である短時間労働者は、1人の対象障害者とみなす（ダブルカウント）。そして具体的に以下の義務が課せられている。
平成30年4月1日から5年間の特例措置として、以下の1~3すべてを満たす者は実人員1人を「1人」と算定する（障害者の雇用の促進等に関する法律施行規則の一部を改正する省令（平成30年厚生労働省令第7号）)。ただし、要件を満たす場合であっても、精神障害者が退職した場合であって、その退職後3年以内に、退職元の事業主と同じ事業主に再雇用された場合は、特例の対象とならない。
1. 精神障害者である短時間労働者であること
2. 次のいずれかに当てはまる者であること
  - 新規雇入れから3年以内の者
  - 精神障害者保健福祉手帳の交付日から3年以内の者
3. 次のいずれにも当てはまる者であること
  - 令和5年3月31日までに雇い入れられた者
  - 令和5年3月31日までに精神障害者保健福祉手帳の交付を受けた者

法定雇用率
常時雇用する労働者（以下単に「労働者」という。）を雇用する事業主は、その雇用する対象障害者である労働者の数が、その雇用する労働者の数に以下の障害者雇用率を乗じて得た数（その数に1人未満の端数があるときは、その端数は切り捨てる）以上であるようにしなければならない（第43条）。なお一定の業種（一定の製造業・鉱業、建設業、電気業、小学校、幼稚園等。施行規則附則第1条の3・別表第四）においては、常時雇用労働者数に除外率（業種ごとに5%~80%）を乗じて得た数を「その雇用する労働者数」から控除することが出来る。ただし、法定雇用率を満たさない事業主に対する罰則は、本法には設けられていない。算定に使われているデータの信頼性が不確かとされる。
以下の雇用率は、令和3年3月以降に適用されるものである。
- 一般事業主:2.3%
- 国・地方公共団体・一定の独立行政法人:2.6%[注釈 5]
- 都道府県教育委員会等:2.5%

雇用義務の特例
株主総会等の意思決定機関を支配している関係にある子会社について、所定の基準に適合する旨の厚生労働大臣の認定を受けた親事業主に係る障害者雇用率の算定においては、当該子会社（特例子会社）が雇用する労働者は当該親事業主のみが雇用する労働者と、当該子会社の事業所は当該親事業主の事業所とみなされる（第44条）。障害者雇用に特別の配慮をした子会社（特例子会社）を設立した親会社については、特例子会社と親会社を通算して障害者雇用率を算定できるのである。
親事業主及び株主総会等の意思決定機関を支配している関係にある関係会社について、所定の基準に適合する旨の厚生労働大臣の認定を受けた当該親事業主に係る障害者雇用率の算定においては、当該関係会社が雇用する労働者は当該親事業主のみが雇用する労働者と、当該関係会社の事業所は当該親事業主の事業所とみなされる（第45条）。特例子会社を有する親会社で一定の要件を満たしているものについては、関係する他の子会社（関係会社）も特例子会社と同様に親会社と通算して障害者雇用率を算定できるのである。
関係親事業主およびそのすべての子会社（関係子会社）について、所定の基準に適合する旨の厚生労働大臣の認定を受けた当該関係親事業主に係る障害者雇用率の算定においては、当該関係子会社が雇用する労働者は当該関係親事業主のみが雇用する労働者と、当該関係子会社の事業所は当該関係親事業主の事業所とみなされる（第45条の2）。特例子会社を有しない場合であっても、企業グループ全体で障害者雇用率を算定できるのである。
事業協同組合等（特定組合等）およびその組合員たる事業主（特定事業主）について、所定の基準に適合する旨の厚生労働大臣の認定を受けた当該特定組合等に係る障害者雇用率の算定においては、当該特定事業主が雇用する労働者は当該特定組合等のみが雇用する労働者と、当該特定事業主の事業所は当該特定組合等の事業所とみなされる（第45条の3）。株主総会等の意思決定機関を支配しているような特殊な関係にない特定組合等と特定事業主の間でも通算して障害者雇用率を算定できる。

### 報告等
令和3年3月1日以降、事業主（その雇用する労働者の数が常時43.5人（一定の特殊法人については常時38.5人）以上である事業主に限る。規則第7条）は、
- 毎年6月1日現在における対象障害者である労働者の雇用に関する状況を、当年の7月15日までに厚生労働大臣（管轄公共職業安定所長に事務委任）に報告しなければならない（第43条7項）。
- 障害者雇用推進者を選任するよう努めなければならない（第78条2項）。
  - 障害者雇用推進者の担当する業務は次の通り。
    - 障害者の雇用の促進及びその雇用の継続を図るために必要な施設又は設備の設置又は整備その他の諸条件の整備を図るための業務
    - 対象障害者である労働者の雇用に関する状況の報告（第43条7項）及び障害者である労働者を解雇する場合の届出（第81条1項）を行う業務
    - 対象障害者の雇入れに関する計画（第46条）について命令・勧告を受けたときは、当該命令・勧告に係る国との連絡に関する業務又は計画の作成及び当該計画の円滑な実施を図るための業務

  - 障害者雇用推進者は、上記の業務を遂行するために必要な知識及び経験を有していると認められる者のうちから選任することとしたこと。具体的には、上記の業務を自己の判断に基づき責任をもって行える地位にある者を、一企業につき一人、自主的に選任させることとすること（平成4年6月29日職発第457号）。

事業主は、5人以上の障害者である労働者を雇用する事業所においては、その雇用する労働者であつて、厚生労働大臣が行う講習（資格認定講習）を修了したものその他厚生労働省令で定める資格を有するもののうちから、厚生労働省令で定めるところにより、障害者職業生活相談員を選任し、その者に当該事業所に雇用されている障害者である労働者の職業生活に関する相談及び指導を行わせなければならない。厚生労働大臣は、資格認定講習に関する業務の全部または一部を、独立行政法人高齢・障害・求職者雇用支援機構に行わせることができる（第79条）。
事業主は、障害者である労働者を解雇する場合（労働者の責めに帰すべき理由により解雇する場合または天災事変その他やむを得ない理由のために事業の継続が不可能となったことにより解雇する場合を除く）には、速やかにその旨を公共職業安定所長に届け出なければならない。この届出があったときは、公共職業安定所は、この届出に係る障害者である労働者について、速やかに求人の開拓、職業紹介等の措置を講ずるように努めるものとする（第81条）。
厚生労働大臣は、その雇用する労働者の数が常時300人以下である事業主からの申請に基づき、厚生労働省令で定めるところにより、当該事業主について、障害者の雇用の促進及び雇用の安定に関する取組に関し、当該取組の実施状況が優良なものであることその他の厚生労働省令で定める基準に適合するものである旨の認定（もにす認定）が令和2年度より開始された（第77条1項）。この認定を受けた事業主（認定事業主）は、商品、役務の提供の用に供する物、商品または役務の広告または取引に用いる書類もしくは通信その他の厚生労働省令で定めるものに厚生労働大臣の定める表示を付することができる（第77条の2）。障害者の活躍を推進している事業主であることをアピールすることができるほか、公共調達における加点評価、日本政策金融公庫による低利融資の対象になる。なお、法定雇用障害者数が0人の事業主であっても対象障害者を1名でも雇用していれば申請は可能である。

### 苦情処理・紛争解決援助
事業主は、第35条及び第36条の3に定める事項に関し、障害者である労働者から苦情の申出を受けたときは、苦情処理機関（事業主を代表する者及び当該事業所の労働者を代表する者を構成員とする当該事業所の労働者の苦情を処理するための機関）に対し当該苦情の処理を委ねる等その自主的な解決を図るように努めなければならない（第74条の4）。
第34条～第36条の3に定める事項についての障害者である労働者と事業主との間の紛争については、個別労働関係紛争の解決の促進に関する法律第4条、第5条、第12～19条の規定は適用しない（第74条の5）。代わって、都道府県労働局長は、これらの紛争に関し、当該紛争の当事者の双方または一方からその解決につき援助を求められた場合には、当該紛争の当事者に対し、必要な助言、指導または勧告をすることができる。事業主は、障害者である労働者がこの援助を求めたことを理由として、当該労働者に対して解雇その他不利益な取扱いをしてはならない（第74条の6）。都道府県労働局長は、当該紛争の当事者の双方又は一方から調停の申請があった場合において当該紛争の解決のために必要があると認めるときは、紛争調整委員会に調停を行わせるものとする（第74条の7）。

## 行政機関の責務
| 年度       | 企業数 |
| ---------- | ------ |
| 平成18年度 | 2      |
| 平成19年度 | 1      |
| 平成20年度 | 4      |
| 平成21年度 | 7      |
| 平成22年度 | 6      |
| 平成23年度 | 3      |
| 平成24年度 | 0      |
| 平成25年度 | 0      |
| 平成26年度 | 8      |
| 平成27年度 | 0      |
| 平成28年度 | 2      |
| 平成29年度 | 0      |
| 平成30年度 | 0      |
| 令和元年度 | 0      |
| 令和2年度  | 1      |
| 令和3年度  | 6      |

公共職業安定所は、障害者の雇用を促進するため、障害者の求職に関する情報を収集し、事業主に対して当該情報の提供、障害者の雇入れの勧奨等を行うとともに、その内容が障害者の能力に適合する求人の開拓に努めるものとする（第9条）。また、公共職業安定所は、正当な理由がないにもかかわらず身体又は精神に一定の障害がないことを条件とする求人の申込みを受理しないことができる（第10条）。
厚生労働大臣（都道府県労働局長に権限委任）は、必要があると認める場合には、法定雇用率を達成していない事業主に対して、対象障害者の雇入れに関する計画の作成を命ずることができ、その計画の適正な実施に関し、勧告をすることができる（第46条）。「雇入れに関する計画」には以下の事項を含むものとし、事業主は計画を作成したときは遅滞なく、これを管轄公共職業安定所長に提出しなければならない（施行規則第9条、第10条）。さらに事業主が正当な理由がなく、この勧告に従わないときは、その旨を公表することができる（第47条）。
- 計画の始期及び終期[注釈 6]
- 雇入れを予定する労働者の数及びそのうちの対象障害者の数
- 対象障害者である労働者の雇入れを予定する事業所の名称及び所在地並びに当該事業所ごとの雇入れを予定する労働者の数及びそのうちの対象障害者の数
- 計画の終期において見込まれる労働者の総数及びそのうちの対象障害者の数

厚生労働大臣（独立行政法人高齢・障害・求職者雇用支援機構に事務委任）は、対象障害者の雇用に伴う経済的負担の調整並びにその雇用の促進及び継続を図るため、法定雇用率を達成している事業主に対して障害者雇用調整金（法定雇用率を超える数1人につき月額27,000円）を支給し、達成していない事業主から障害者雇用納付金（法定雇用率に不足する数1人につき月額50,000円（労働者数が常時201人以上300人以下である事業主については、平成27年6月30日までの間、40,000円。労働者数が常時101人以上200人以下である事業主については、平成32年3月31日までの間、40,000円。））を徴収する（第49~60条）。ただし当分の間、常時100人以下の労働者を雇用する事業主（特殊法人を除く）については、障害者雇用調整金及び障害者雇用納付金の規定は適用しないこととされる（附則第4条）。
令和2年4月の改正法施行により、厚生労働大臣（独立行政法人高齢・障害・求職者雇用支援機構に事務委任）は、特に短い労働時間以外での労働が困難な状態にある対象障害者を特定短時間労働者（短時間労働者のうち、一週間の所定労働時間が厚生労働省令で定める時間（10時間以上20時間以内）の範囲内にある者をいう）として雇い入れる事業主又は対象障害者である特定短時間労働者を雇用する事業主に対して、これらの者の雇入れ又は雇用の継続の促進を図るための特例給付金を支給することとされた。特例給付金の額は、常時雇用する労働者が100人を超える（障害者雇用納付金の対象となる）事業主に対しては、雇用する特定短時間労働者1人につき月額7,000円、常時雇用する労働者が100人以下（障害者雇用納付金の対象とならない）事業主に対しては、雇用する特定短時間労働者1人につき月額5,000円とする（令和2年厚生労働省告示第2号）。
国及び地方公共団体は、障害者の雇用を妨げている諸要因の解消を図るため、障害者の雇用について事業主その他国民一般の理解を高めるために必要な広報その他の啓発活動を行うものとする（第76条）とされ、現在毎年9月を「障害者雇用支援月間」として、事業主のみならず、広く国民に対して障害者雇用の機運を醸成するとともに、障害者の職業的自立を支援するため、さまざまな啓発活動を展開している。

## 厚生労働省による実際の支援方法（支援の入り口）
- 障害者の方への施策（雇用・労働）
- どこへ相談すればいいか分からない方へ (PDF, 2.97MB)

## 資格・職種
資格
- 障害者職業生活相談員
- 職場適応援助者（ジョブコーチ）

職種
- 障害者職業カウンセラー

## 現状

### 令和3年度調査
厚生労働省の調査では、令和3年6月1日現在、法定雇用率を達成している民間企業は全体の47.0%、また企業規模別では1,000人以上規模の企業で法定雇用率を達成している企業の割合が55.9%。雇用障害者数59万7,786.0人、実雇用率2.20%とともに過去最高を更新。その一方、未達成企業の57.7%が、障害者を1人も雇用していない状況が続いていて、そのうち従業員数100人未満の企業では91.9%だった。
後述のように民間企業では代行ビジネスによる達成が含まれている。
＜民間企業＞（法定雇用率2.3％）
　○雇用障害者数、実雇用率ともに過去最高を更新。
　　・雇用障害者数は59万7,786.0人、
　　　　対前年比3.4％上昇、対前年差１万9,494人増加
　　・実雇用率2.20％、対前年比0.05ポイント上昇
　○法定雇用率達成企業の割合は47.0％、対前年比1.6ポイント低下
＜公的機関＞（同2.6％、都道府県などの教育委員会は2.5％）※（ ）は前年の値
　○雇用障害者数はいずれも対前年で上回る。
　　・ 国 ：雇用障害者数 9,605.0人（9,336.0人）、実雇用率 2.83％（2.83％）
　　・都道府県：雇用障害者数 1万143.5人（9,699.5人）、実雇用率 2.81％（2.73％）
　　・市町村：雇用障害者数 3万3,369.5人（3万1,424.0人）、実雇用率2.51％（2.41％）
　　・教育委員会：雇用障害者数 1万6,106.5人（1万4,956.0人）、実雇用率2.21％（2.05％）
＜独立行政法人など＞（同2.6％）※（ ）は前年の値
　○雇用障害者数及び実雇用率のいずれも対前年で上回る。
　　・雇用障害者数１万2,244.5人（1万1,759.5人）、実雇用率 2.69％（2.64％）

### 企業による代行業務
民間企業が法定雇用率を達成するため、「代行ビジネス」「障害者雇用ビジネス」と称される抜け道的な手法を有償で提供する企業が2010年ごろから登場し、2023年12月時点では業者が32社、利用企業は約1200社（2022年時点では約800社）、雇用されている障害者は約7300人とされる
提供企業は障害者、指導役、働く場所を紹介し、利用企業は障害者を雇用して給与と提供企業に手数料を支払うというビジネスモデルである。
実際の業務は提供企業が用意した農園での収穫が主流であるため、「農園型障害者雇用」「農福連携」とも称され農林水産省では農業の人手不足対策や農村振興の施策として推進している。一部の企業では収穫した野菜を社員食堂や子ども食堂で提供したり、自社のノベルティに利用するなどの工夫も見られる。
法定雇用率を達成したいがノウハウが無かったりこれ以上自社では雇用できない企業、作業所よりも良い条件で働く場が欲しい障害者の希望、安定した雇用を望む障害者の保護者の思惑が一致している。しかし実質的に雇用率を購入していること、実態として提供企業の管理下で業務にあたっていること、提供業者が多い農業は利用企業とは関連が無いことが多く収穫物が市場に出回らず大半を休憩で過ごす事例もあるなど、法の趣旨から外れたビジネスとなっていることや、農福連携の推進を掲げ厚労省や農水省と関連がある法人に農水官僚（皆川芳嗣）が天下っているなど問題がある。
現状では違法性は無いため厚労省では規制を検討してないが、2022年12月には障害者雇用促進法改正の付帯決議において、雇用率の達成のみを目的として代行ビジネスを利用しないよう企業に周知指導を検討することを政府に求めた。
慶應義塾大学教授の中島隆信は、法定雇用率の計算方法は厚労省内部ですらデータが異なっている障害者の総数などの不確かなデータを元に、官僚が達成しやすいように机上で考えた数字であるにもかかわらず、民間企業が達成に躍起となったことで代行ビジネスが現れたとしている。